# Tiddas
Tiddas (en langues berbères/tamazight ⵜⵉⴷⴷⴰⵙ, en arabe : تيداس) est un village du Maroc, situé dans la Région de Rabat-Salé-Kénitra. Il s'agit d'une commune rurale qui relève du territoire de la province de Khémisset.
Le nom de la ville vient du berbère tiddas qui signifie « ensemble de collines ».